# Diachea leucopodia
Diachea leucopodia es una especie de moho mucilaginoso de la familia Didymiaceae de distribución mundial.

## Etimología
El epíteto específico significa “pie blanco”, del griego λευκός [leukós] blanco y el latín podium, pie.

## Características
Diachea leucopodia tiene esporangios con tallos blancos y una capa protectora externa (peridio) delgada e iridiscente, que guarda esporas oscuras.

## Ecología
Es una especie comúnmente encontrada en tallos y hojas muertas de plantas cerca del suelo, y en ocasiones aparece también en frutos.

## Galería

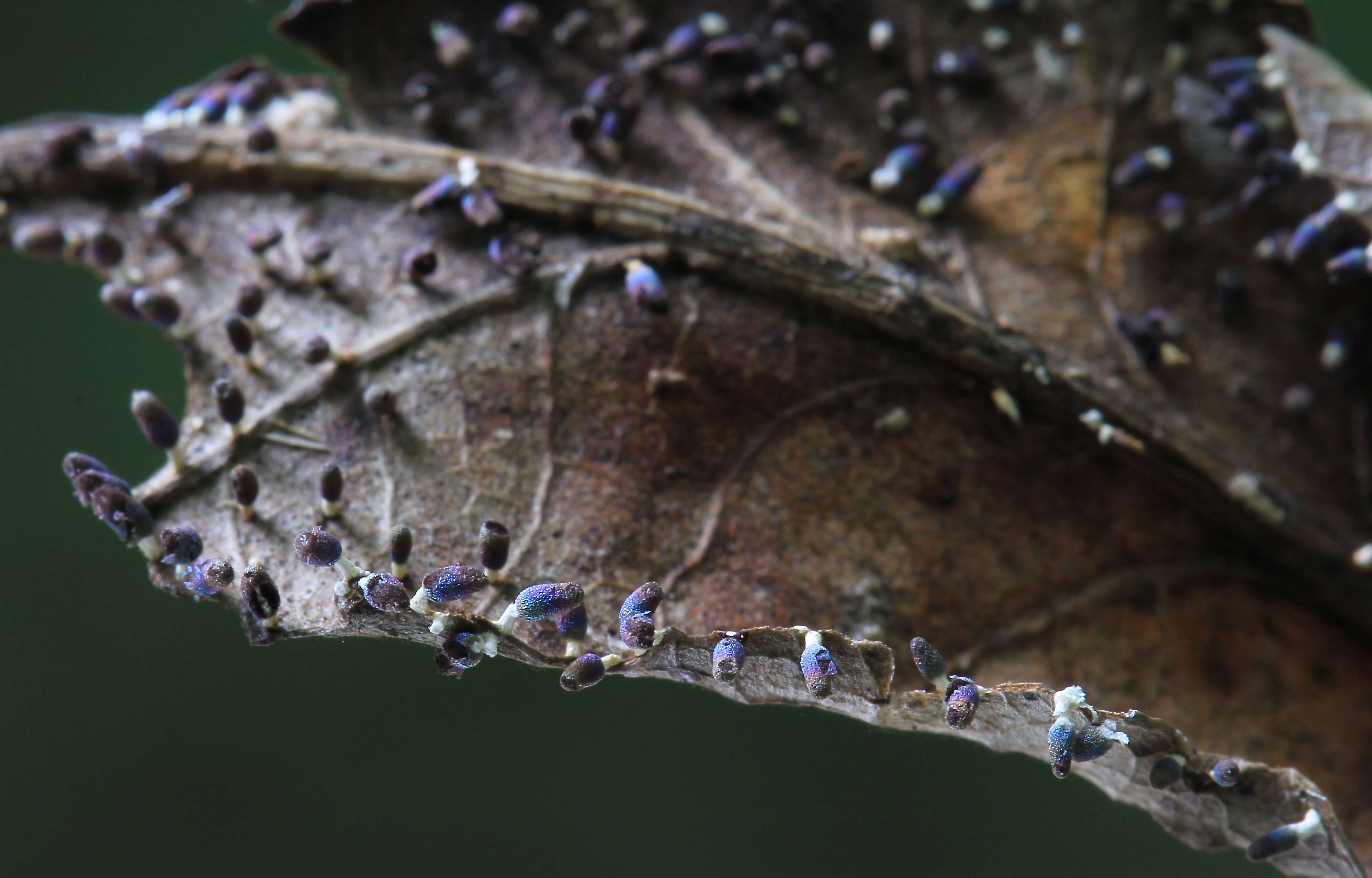
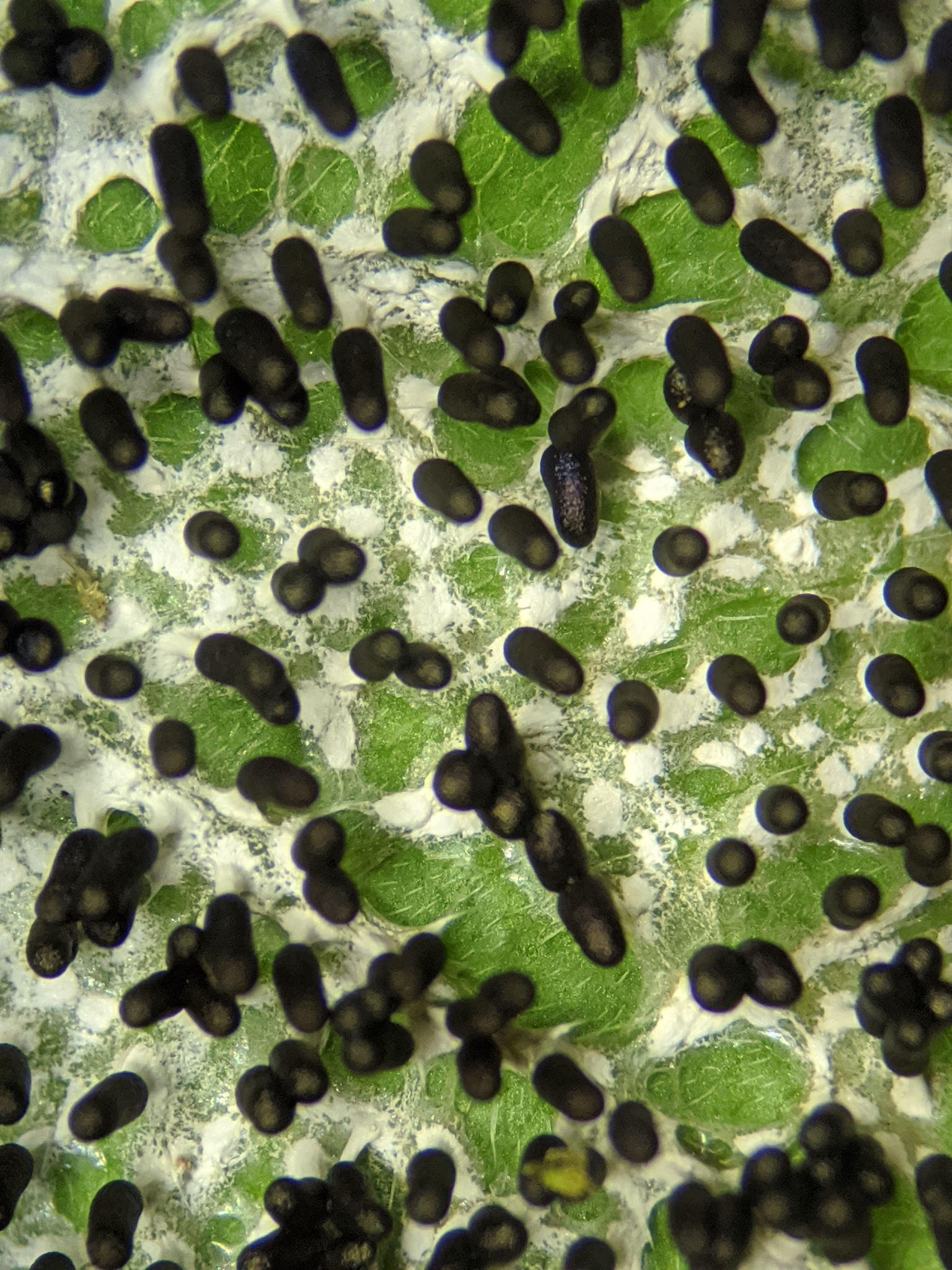
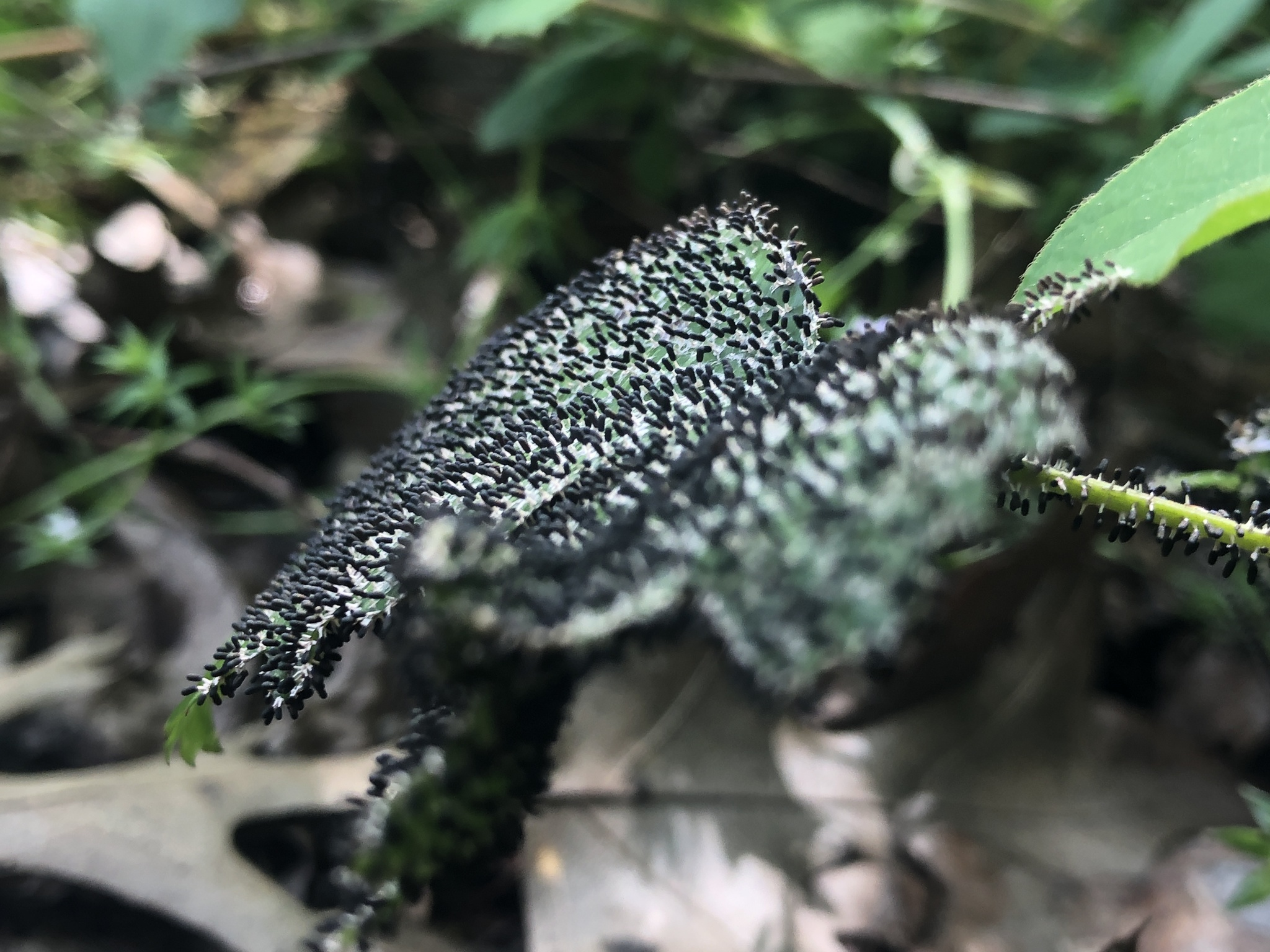
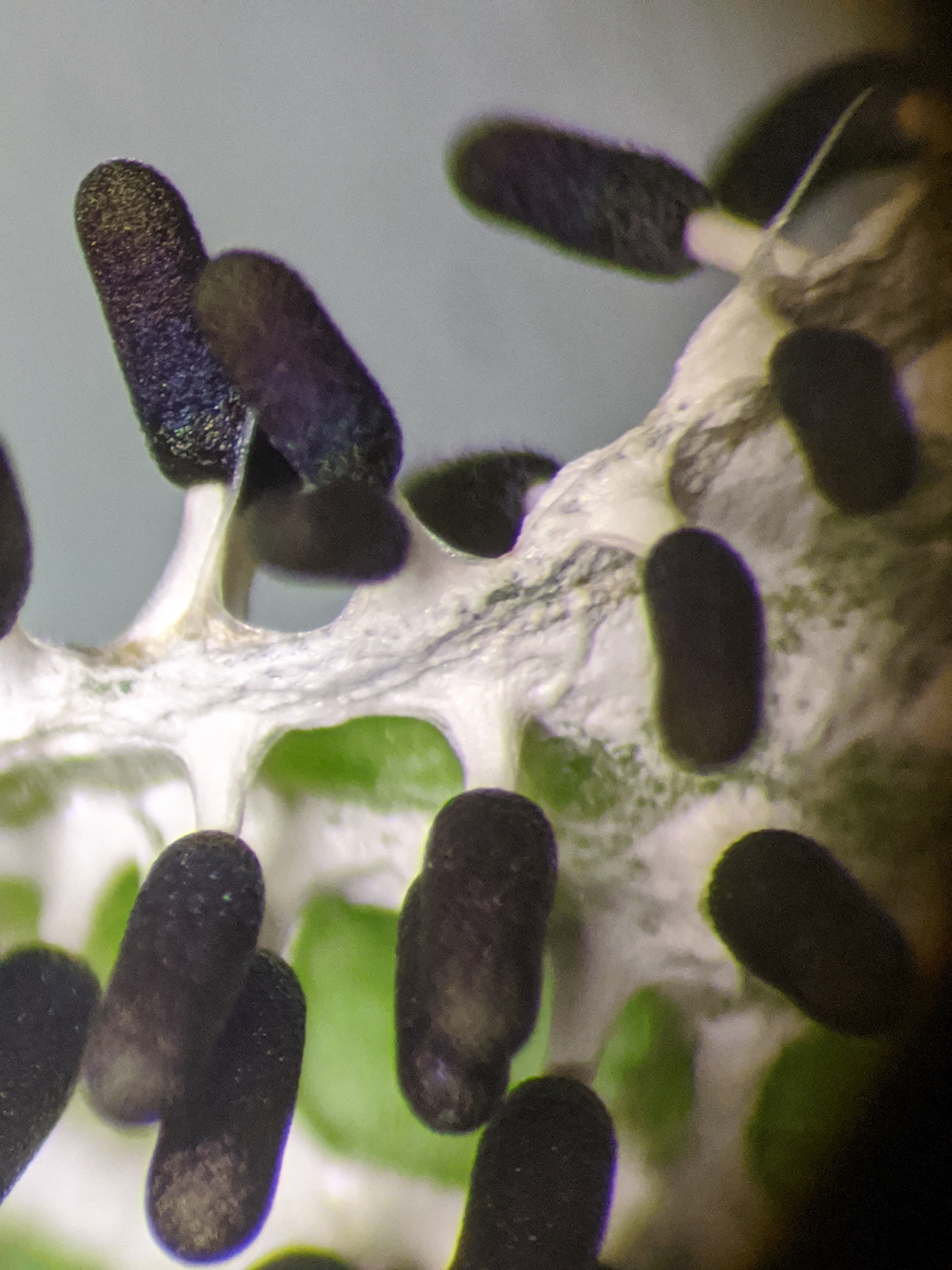
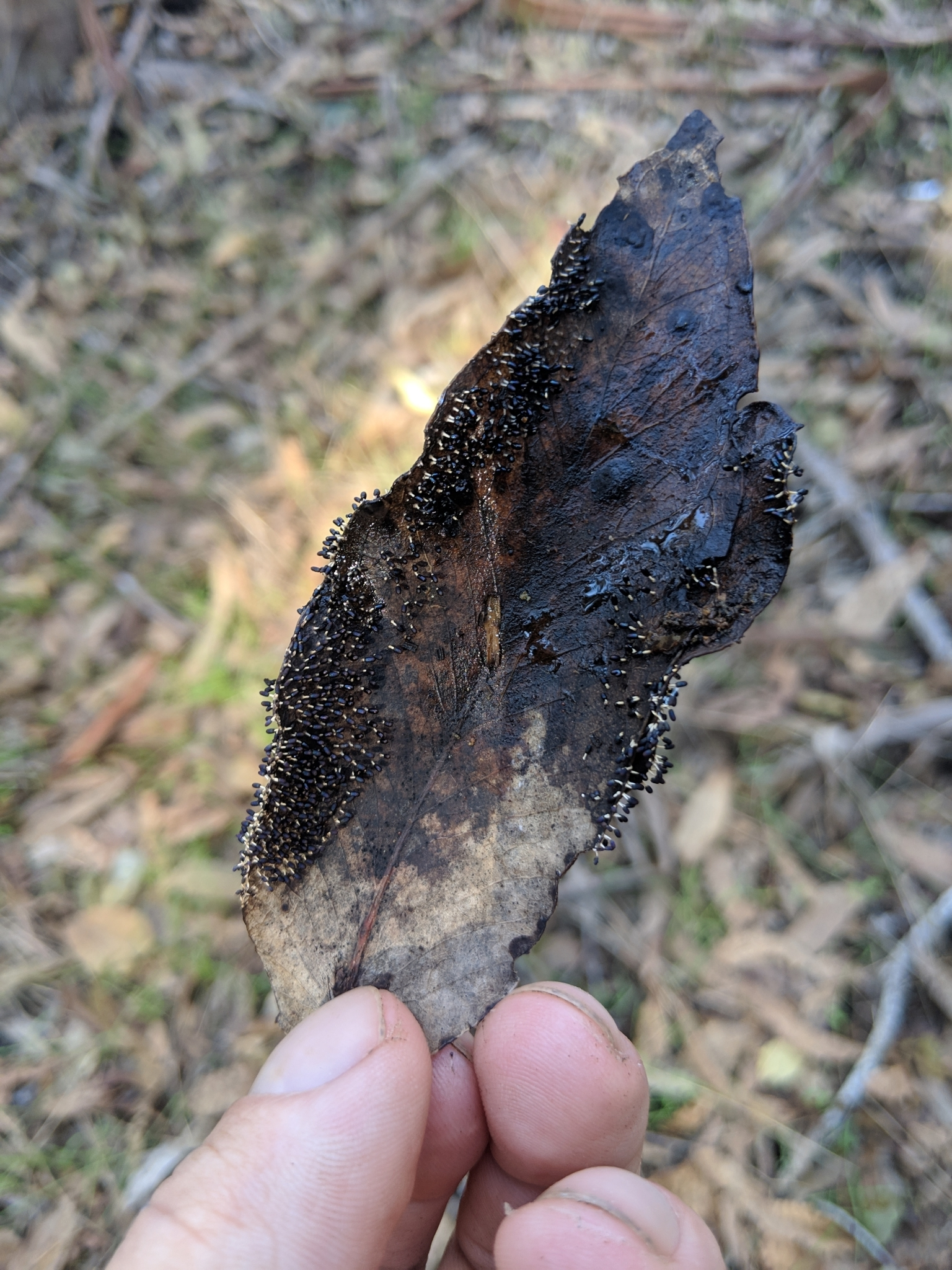
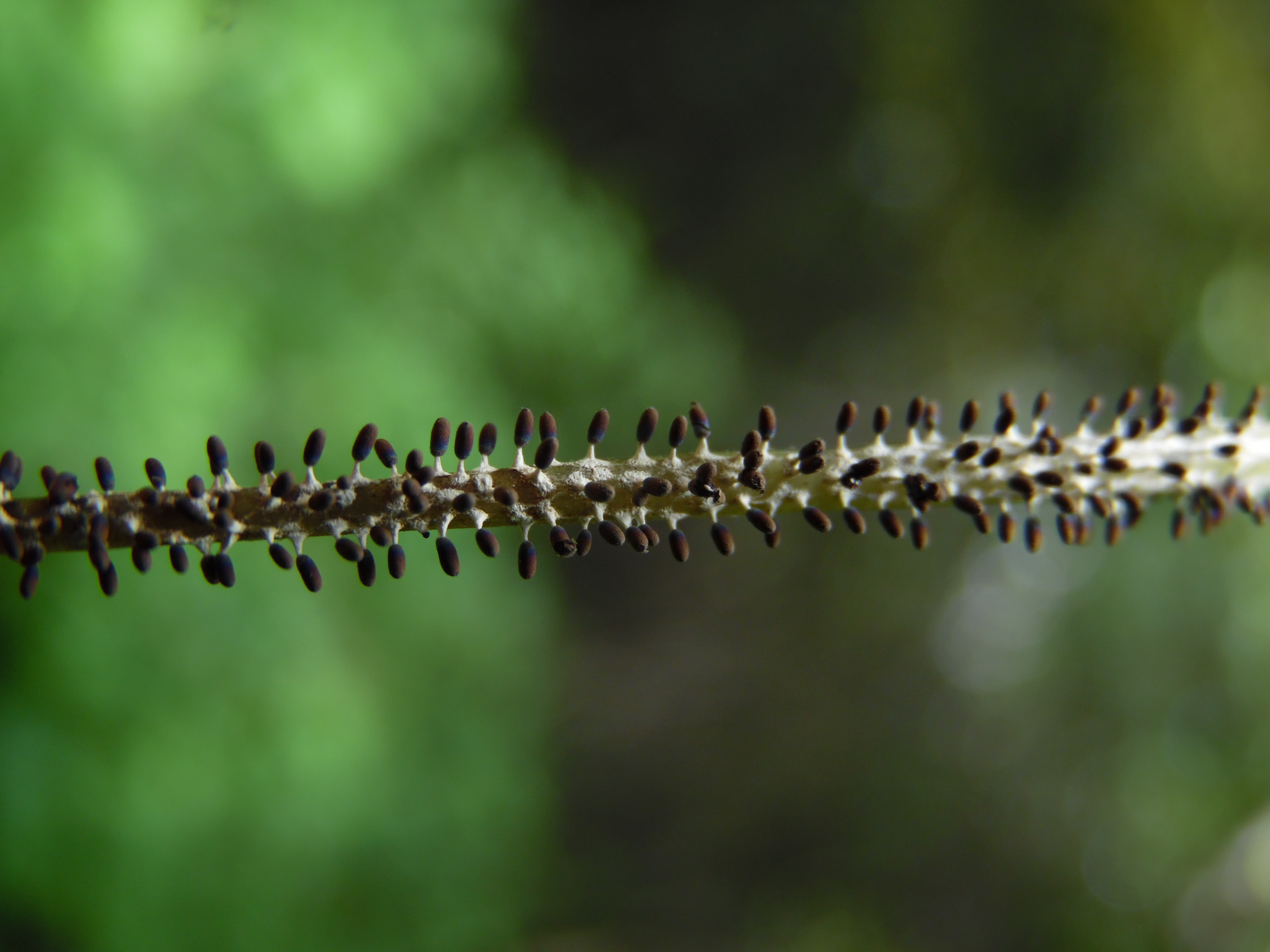
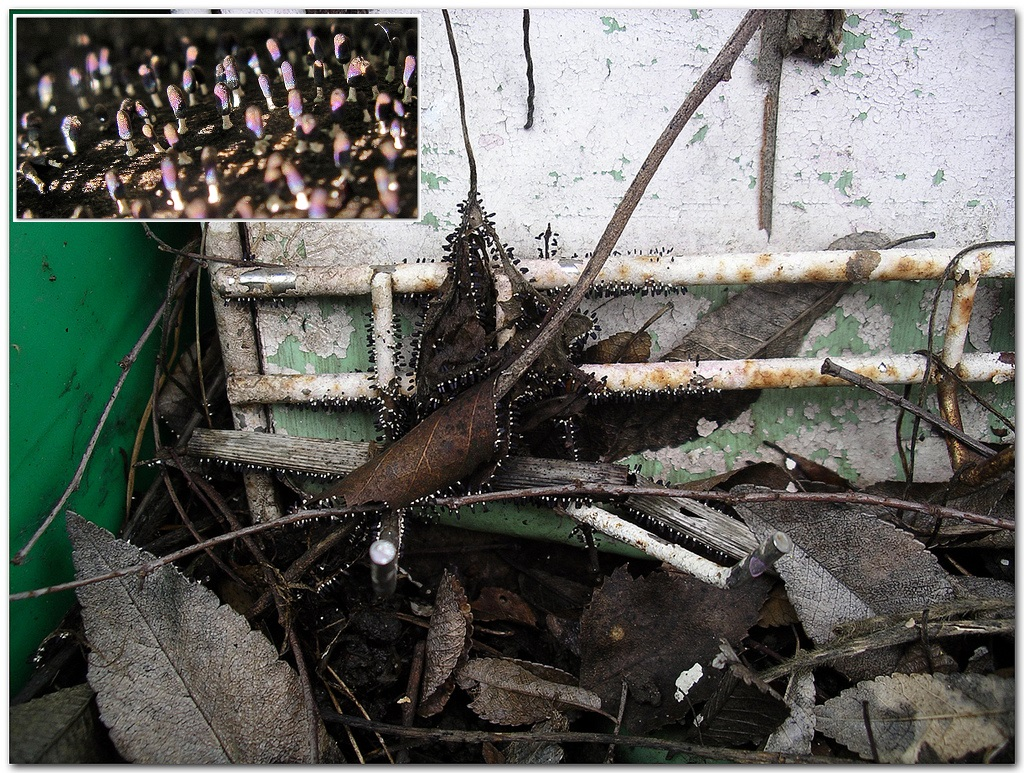

## Clasificación
- Reino Protista
  - Filo Amoebozoa
    - Infrafilo Myxomycota
      - Clase Myxogastrea
        - Orden Physarales
          - Familia Didymiaceae
            - Género Diachea
              - Diachea leucopodia